# 通布图
，是西非马里共和国的一个城市，位于撒哈拉沙漠南缘，尼日尔河北岸，历史上曾是伊斯兰文化中心之一，现在的居民主要为桑海族、此外还有图阿雷格族和阿拉伯人。2009年人口超過5万人。

## 历史
通布图在地理上位于北非阿拉伯人、柏柏尔人文明和黑非洲黑人文明的交汇点，因此商业往来频繁，民族成分复杂，历史上是一个交通要道、文化中心，许多穆斯林学者和圣徒在此定居，许多著名的书籍是从这里写出和流传的。
最早在10世纪时，通布图就是一處图阿雷格人的季节性聚居地，由于其位于水陆交通要道，黄金、象牙、奴隶和食盐在此集散，逐渐形成一座富庶的城市。當時，城市由加纳帝国统治，同时為众邻觊觎。1324年，马里帝国占领了通布图。1468年桑海帝国又征服了通布图，并沿着尼日尔河扩大自己的领土，通布图很快就成为帝国的中心城市。当地的商业、文化臻于鼎盛。1591年，配備从欧洲人那里得到的火器武装的摩洛哥人占领了通布图。1670年又被班巴拉王国统治。1787年图阿雷格人卷土重来。1894年被法国占为殖民地要塞，成为法属西非的首府。1960年，归属于新独立的马里共和国，成为北部通布图区的首府。20世纪90年代当地图阿雷格人暴动，要建立自己的城市国家，直到1996年才完全平复。

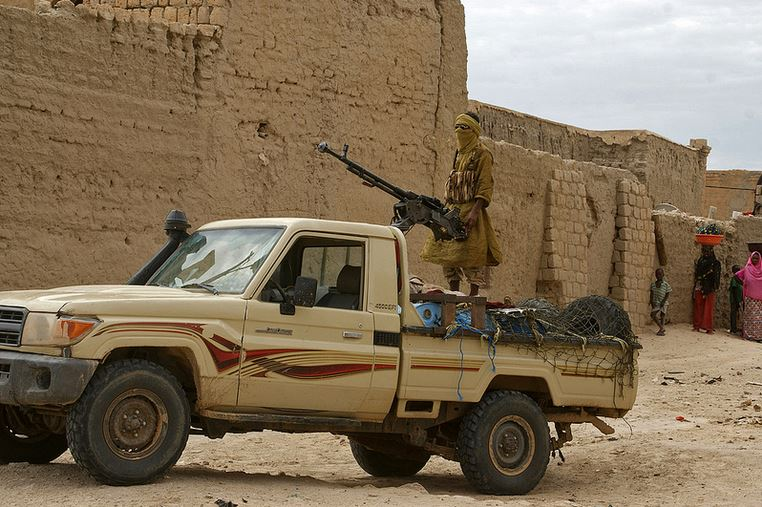
伊斯蘭武裝組織
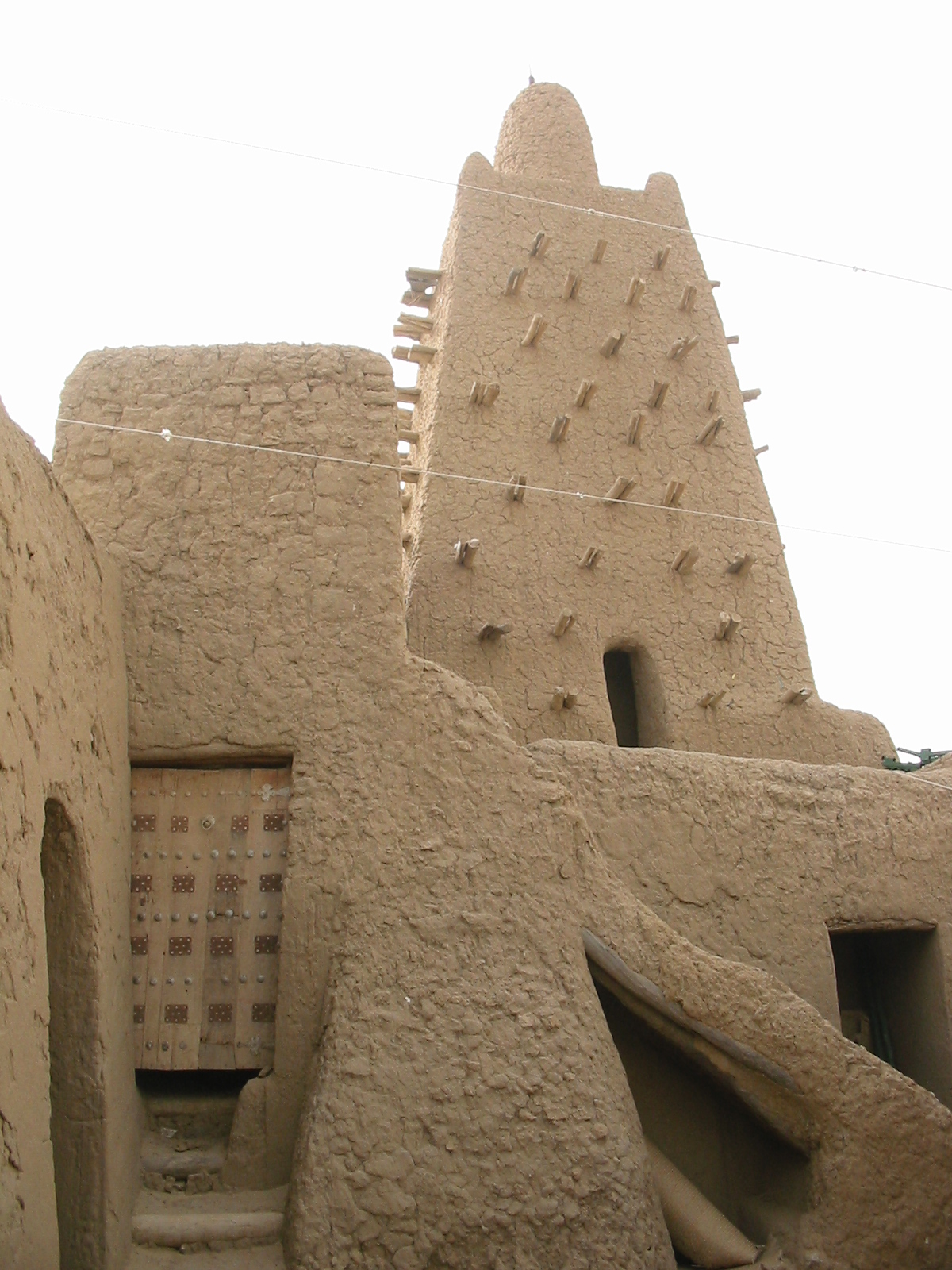
桑科雷清真寺
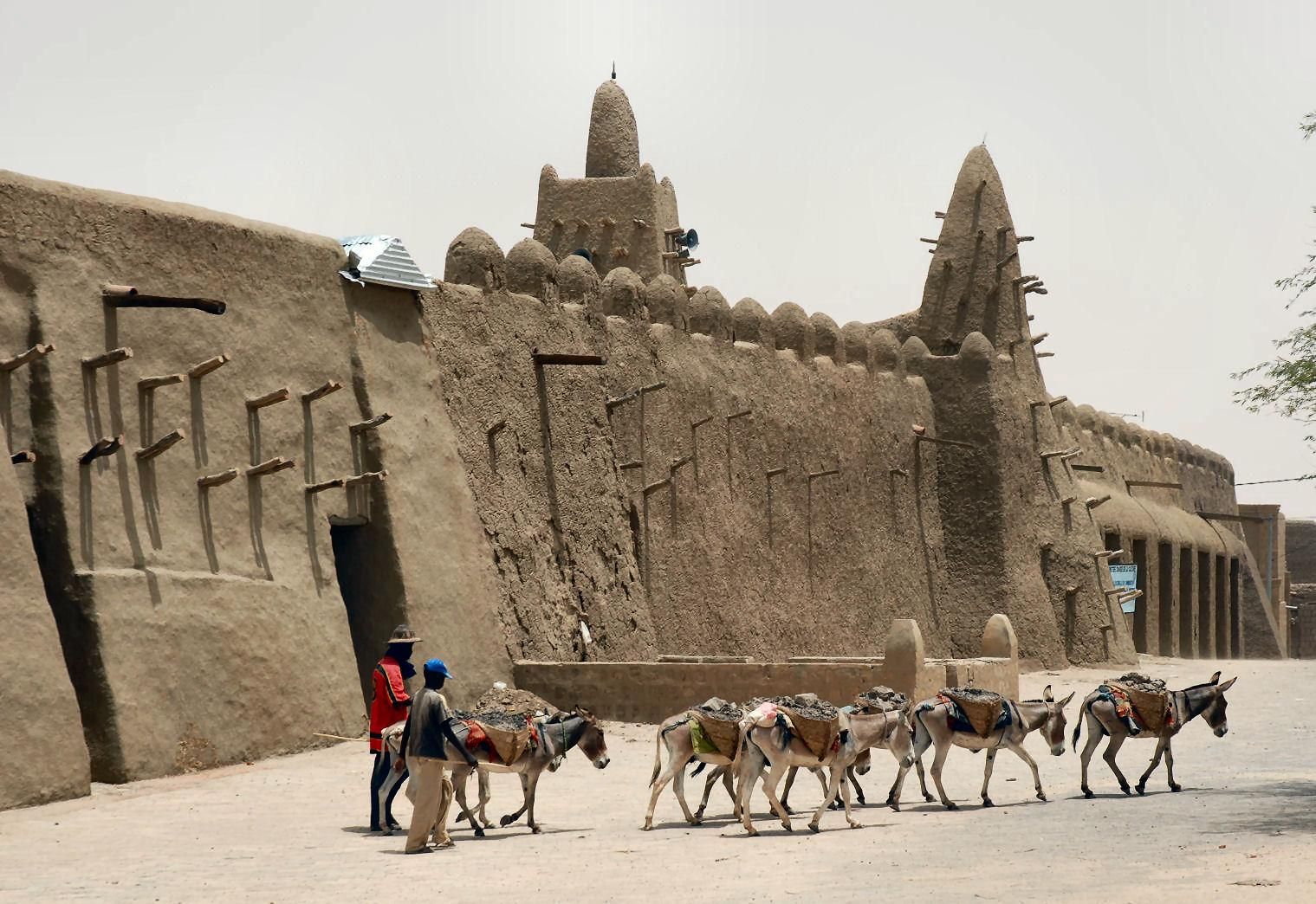
外牆
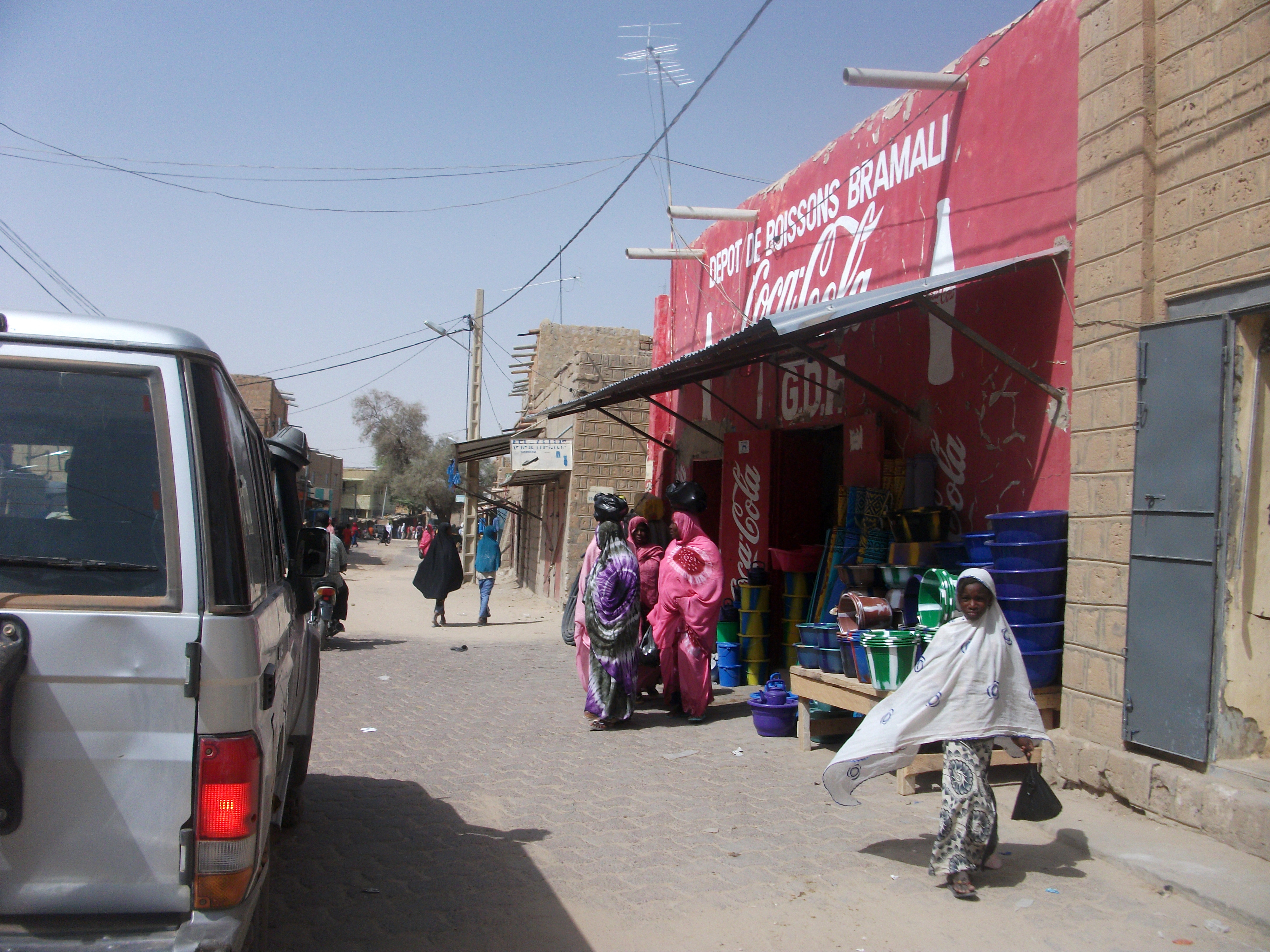
商業區
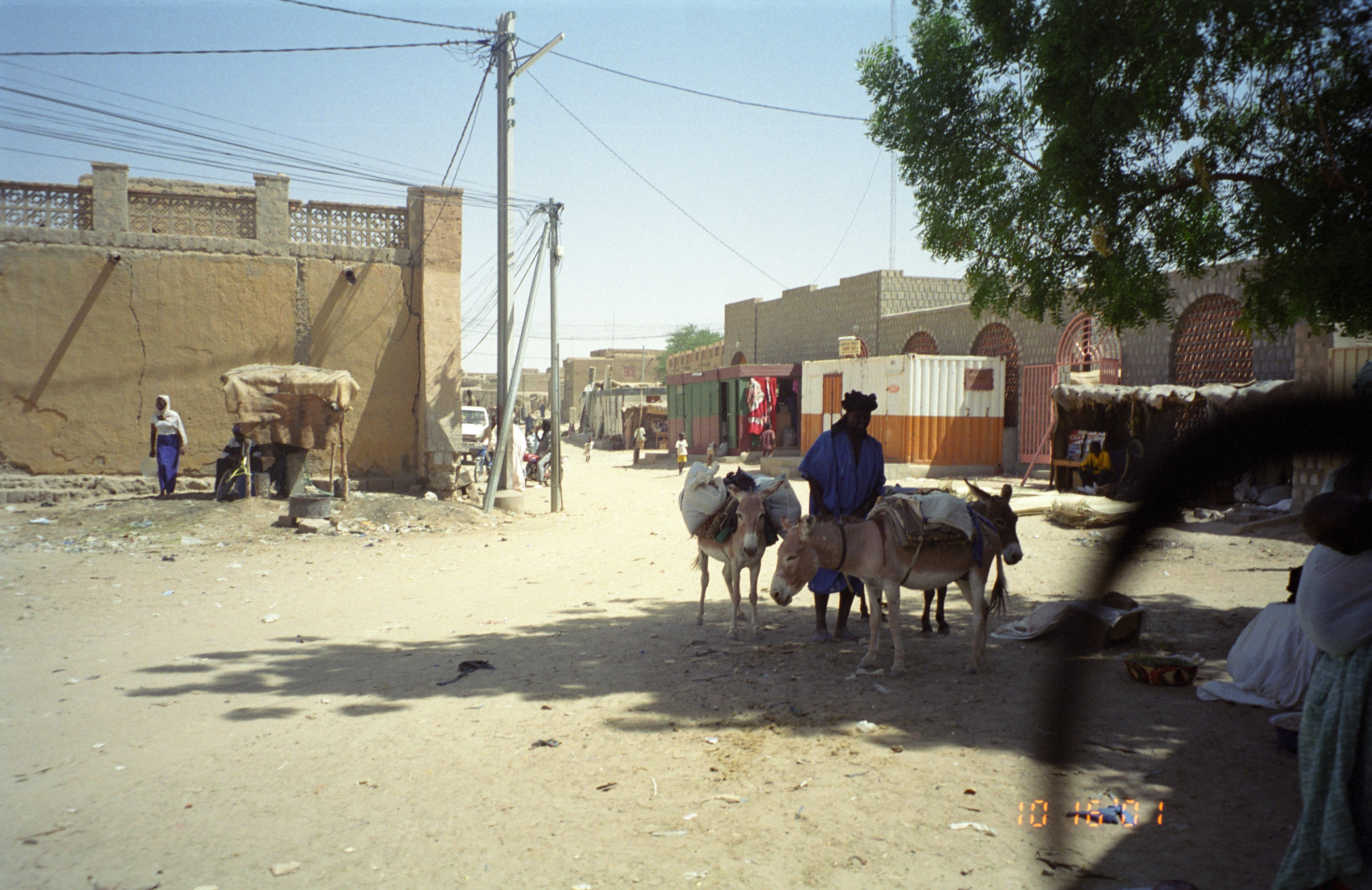
游牧民

在16世纪到18世纪时，通布图是非洲的文化中心之一，有多所伊斯兰学校，每所学校都由一位伊玛目独立领导，教导古兰经，还包括逻辑学、天文学、历史等科目，学者们著书立说。这里的图书馆收集了大量的著作，包括西非文明的最高成就。最多时有120所图书馆。当时西非谚语说：“盐来自北方，黄金来自南方，阿拉的教导和智慧的宝藏来自通布图。”通布图的财富传说刺激了欧洲人来此探险，殖民者占领通布图后，大量的文献掠夺到巴黎、伦敦等地，也有的被藏入沙漠洞窟中。
从欧洲人到达后，海上商业道路通航，通布图的地位下降，失去了往日的繁华，现在只是一个贫穷的城市。但由于其历史的光辉，仍然是吸引旅游者观光的地点，同时也是七座伊斯兰教圣城之一。目前通布图的观光的点包括有1327年修建的津加雷贝尔清真寺（Mosquée Djingareyber）、已经成为一座博物馆的修建于15世纪的西迪·叶海亚清真寺（Mosquée de Sidi Yahia）和曾经是一所大学的桑科雷清真寺（Mosquée de Sankoré）。
2012年4月，通布图被北方叛軍攻佔，其後伊斯蘭武裝組織控制了通布图。
2013年1月28日，法國與馬利的聯軍宣佈奪回廷布克圖。伊斯蘭武裝組織撤退前在艾哈邁德·巴巴圖書館縱火並燒燬了一些古老歷史文件。

## 气候
当地气候属热带沙漠气候，全年气候干热。4至6月气温最高，可达40°C以上，12月至次年2月气温稍低，但总体上平均气温仍高于30℃。

## 世界遗产
1988年12月，联合国教科文组织将部分区域列入世界遗产名录，该世界遗产被认为满足世界遺產登錄基準中的以下基準而予以登錄：
- （ii）在某期间或某种文化圈里对建筑、技术、纪念性艺术、城镇规划、景观设计之发展有巨大影响，促进人类价值的交流。
- （iv）关于呈现人类历史重要阶段的建筑类型，或者建筑及技术的组合，或者景观上的卓越典范。
- （v）代表某一个或数个文化的人类传统聚落或土地使用，提供出色的典范－特别是因为难以抗拒的历史潮流而处于消灭危机的场合。

在此之前的1979年，由于缺乏恰当的划界，联合国教科文组织未批准申请。1990年至2005年，曾列入濒危世界遗产名录。

## 流行文化
欧美人士常将廷巴克图（Timbuktu）想象为神秘之地。在2006年一项对英国青年人的调查中，34%并不认为廷巴克图是真实存在的，其余66%则认为廷巴克图是一个神话般的地方。在英语词典中，“廷巴克图”一词至少从1863年起即已成为“遥不可及之地”的隐喻，廷巴克图也因为遥远这一特性而出现在部分影视作品中。1970年华特迪士尼影片动画电影《猫儿历险记》中，管家艾吉试图将主人家里的几只猫送到廷巴克图，但自己反而被装箱运走，此片亦误将廷巴克图标记为法屬赤道非洲属地，而非法屬西非属地。廷巴克图也是1959年电影《廷巴克图》和2014年电影《廷巴克图》的故事背景。

## 友好城市
通布克圖与以下城市缔结为友好城市：
- 德国 - 开姆尼茨
- 英国 - 海伊
- 摩洛哥 - 马拉喀什
- 法國 - 希农堡（城）
- 法國 - 桑特
- 美国 - 坦佩

## 延伸阅读
- Barth, Heinrich, , New York: Harper & Brothers, 1857. Google books: Volume 1 （页面存档备份，存于）, Volume 2 （页面存档备份，存于）, Volume 3.
- Caillié, Réné, , London: Colburn & Bentley, 1830. Google books: Volume 1 （页面存档备份，存于）, Volume 2 （页面存档备份，存于）.
- Cleaveland, Timothy, , Jeppie, Shamil; Diagne, Souleymane Bachir  (编),  (PDF), Cape Town: HSRC Press: 77–91, 2008  [2020-10-06], ISBN 978-0-7969-2204-5, （原始内容存档 (PDF)于2021-04-24）.
- Dubois, Felix, , White, Diana (trans.), New York: Longmans, 1896.
- Hacquard, Augustin, , Paris: Société des études coloniales & maritimes, 1900. Also available from Gallica （页面存档备份，存于）.
- Heath, Jeffrey, , Berlin: Walter de Gruyter, 1999  [2020-10-06], ISBN 9783110162851, （原始内容存档于2020-09-25）.
- Hunwick, John O., , Leiden: Brill, 2003, ISBN 978-90-04-12560-5. First published in 1999 as ISBN 90-04-11207-3.
- Insoll, Timothy,  (PDF), Sahara, 2002, 13: 7–22, （原始内容 (PDF)存档于8 March 2012）.
- Insoll, Timothy,  (PDF), Mitchell, P.; Haour, A.; Hobart, J.  (编), , Oxford: Oxbow: 81–88, 2004  [2020-10-06], （原始内容 (PDF)存档于2012-03-08）.
- Jackson, James Grey, , London: Longman, Hurst, Rees, Orme, and Brown, 1820  [2020-10-06], （原始内容存档于2020-09-28）.
- Jeppie, Shamil, , Jeppie, Shamil; Diagne, Souleymane Bachir  (编),  (PDF), Cape Town: HSRC Press: 1–17, 2008  [2020-10-06], ISBN 978-0-7969-2204-5, （原始内容存档 (PDF)于2021-04-24）.
- Leo Africanus, , Brown, Robert, editor, London: Hakluyt Society, 1896. A facsimile of Pory's English translation of 1600 together with an introduction and notes by the editor. Internet Archive: Volume 1, Volume 2, Volume 3
- McIntosh, Susan Keech; McIntosh, Roderick J., , National Geographic Research, 1986, 2: 302–319[永久].
- Miner, Horace, , Princeton University Press, 1953. Link requires subscription to Aluka. Reissued by Anchor Books, New York in 1965.
- Park, Douglas, , Antiquity, 2010, 84 (326): 1076–1088, doi:10.1017/S0003598X00067090.
- Park, Douglas, , New Haven: PhD thesis, Yale University, Department of Anthropology, 2011.
- Saad, Elias N., , Cambridge University Press, 1983, ISBN 978-0-521-24603-3.